# Черночела креслива чачалака
Черночелата креслива чачалака (Pipile jacutinga) е вид птица от семейство Cracidae. Видът е застрашен от изчезване.

## Разпространение и местообитание
Разпространен е в Аржентина, Бразилия и Парагвай.